# حسین کامیاب
حسین کامیاب (زادهٔ ۴ ژانویهٔ ۱۹۹۵) بازیکن فوتبال اهل ایران است که در پست وینگر بازی می‌کند.